# Ewald Krainz

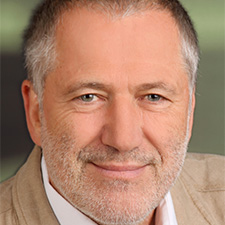
Ewald Krainz

Ewald E. Krainz (* 1950) ist österreichischer Psychologe, Gruppendynamiker, Organisationsberater und Mediator.

## Leben
Ewald Krainz studierte unter anderem Psychologie an der Universität Wien und promovierte dort 1975. 1997 erfolgte seine Habilitation über Die Morphologie der sozialen Welt und infolgedessen seine Ernennung zum außerordentlichen Professor an der Alpen-Adria-Universität Klagenfurt, wo er von 1997 bis 2006 Institutsvorstand des Instituts für Philosophie und Gruppendynamik war und ebenda die Klagenfurter Schule der Gruppen- und Organisationsdynamik gründete und etablierte. Von 2007 bis zu seiner Pensionierung 2015 gehörte er dem Institut für Organisationsentwicklung und Gruppendynamik an. Ein Tätigkeitsschwerpunkt ist die Durchführung von Gruppendynamischen Trainings.

## Schriften
- mit Peter Heintel: Projektmanagement. Hierarchiekrise. Systemabwehr. Komplexitätsbewältigung, Springer Gabler, 6. Aufl., Wiesbaden 2015, ISBN 978-3-8349-4669-0.
- mit Reinhard Grimm: Teams sind berechenbar. Erfolgreiche Kommunikation durch Kenntnis der Beziehungsmuster, Gabler, Wiesbaden 2011, ISBN 978-3-8349-2407-0.
- mit Klaus Michael Ratheiser, Jutta Menschik-Bendele und Michael Burger: Burnout und Prävention. Ein Lesebuch für Ärzte, Pfleger und Therapeuten, Springer, Wien/New York 2011, ISBN 978-3-211-88896-4.
- Die Morphologie der sozialen Welt, Klagenfurt 1997 (= Habilitationsschrift)
- Zum Gedenken an Gerhard Schwarz. In: Gruppe Interaktion Organisation 54, S. 277–279, DOI:10.1007/s11612-023-00685-6.